# マカンバ県
マカンバ県（マカンバけん、或は州、ntara ya Makamba）は、ブルンジ南部にかつて存在した県。県庁所在地は北部のマカンバ。面積は1,960km2で、2008年国勢調査の人口は 430,899人。西部にはブジュンブラから県中部のマバンダを経てタンザニア方面へ国道3号が走り、マカンバから北東にカンクゾ方面へ国道11号が走る。

## 隣接する県
北東にルタナ県、北西にブルリ県、南東にタンザニアのキゴマ州、タンガニーカ湖を挟み西にコンゴ民主共和国の南キヴ州と接していた。

## 歴史
1982年9月24日、ブルリ県から分立した。
2025年7月4日、周辺の県と合併しブルンガ県の一部となった。

## 下位行政区画
6つのコミネ (komine) が置かれている。
- Commune of Kayogoro
- Commune of Kibago
- Commune of Mabanda
- Commune of Makamba
- Commune of Nyanza-Lac
- Commune of Vugizo

## 脚註
1. 1 2  “Provinces of Burundi”.   Statoids (2015年11月27日). 2025年8月2日閲覧。
2. ↑  “Burundi’s new Governors sworn in following major provincial reforms”. Burundi Times. (2025年7月6日) 2025年8月2日閲覧。